# Лорел-Спрінгс (Нью-Джерсі)
Лорел-Спрінгс (англ. Laurel Springs) — місто (англ. borough) в США, в окрузі Кемден штату Нью-Джерсі. Населення — 1978 осіб (2020).

## Географія
Лорел-Спрінгс розташований за координатами 39°49′14″ пн. ш. 75°0′20″ зх. д. / 39.82056° пн. ш. 75.00556° зх. д. (39.820543, -75.005445).  За даними Бюро перепису населення США в 2010 році місто мало площу 1,22 км², з яких 1,19 км² — суходіл та 0,03 км² — водойми.

## Демографія
Згідно з переписом 2010 року, у селищі мешкало 1908 осіб у 727 домогосподарствах у складі 506 родин. Було 771 помешкання
Расовий склад населення:
| - 92,9 % — білих - 3,5 % — чорних або афроамериканців - 1,0 % — азіатів - 0,1 % — корінних американців - 1,3 % — осіб інших рас |

До двох чи більше рас належало 1,3 %. Частка іспаномовних становила 3,9 % від усіх жителів.
За віковим діапазоном населення розподілялося таким чином: 22,8 % — особи молодші 18 років, 65,1 % — особи у віці 18—64 років, 12,1 % — особи у віці 65 років та старші. Медіана віку мешканця становила 39,5 року. На 100 осіб жіночої статі у селищі припадало 95,9 чоловіків;  на 100 жінок у віці від 18 років та старших — 94,1 чоловіків також старших 18 років.
Середній дохід на одне домашнє господарство  становив 87 601 долар США (медіана — 81 250), а середній дохід на одну сім'ю — 102 875 доларів (медіана — 97 031). Медіана доходів становила 58 487 доларів для чоловіків та 36 111 долар для жінок. За межею бідності перебувало 7,3 % осіб, у тому числі 6,8 % дітей у віці до 18 років та 2,1 % осіб у віці 65 років та старших.
Цивільне працевлаштоване населення становило 1036 осіб. Основні галузі зайнятості: освіта, охорона здоров'я та соціальна допомога — 33,7 %, роздрібна торгівля — 15,6 %, науковці, спеціалісти, менеджери — 12,2 %.